# Rio Maggiore (Bologna)
Il Rio Maggiore è un corso d'acqua affluente di sinistra del tratto montano del fiume Reno, in provincia di Bologna, lungo circa 6 chilometri con bacino di 16,4 chilometri quadrati, nel quale vi si getta di fronte alla Stazione Ferroviaria di Porretta Terme, dopo averne attraversato, opportunamente regimato e canalizzato, con corso a briglie e gradoni fra cospicui muraglioni laterali, l'intero centro storico.

## Percorso
Nasce da un ventaglio di rii e torrenti fra il monte Tresca (1.473 m), il monte Cavallo (1.471 m) ed il monte dei Boschi (1.383 m), ma la sua vera sorgente è considerata quella posta sotto la cima del monte Cavallo a circa 1.400 m di altitudine.
Scende, precipite per l'intero corso, per una vallata ampia che, poi, s'incassa, ricevendo da destra e, specialmente da sinistra, numerosi piccoli affluenti.

## Affluenti
Da sinistra nell'ordine riceve:
- il rio Farfareto formato a sua volta da due rami, uno proveniente dal monte Piella e l'altro dal monte Tresca, lungo circa 2 km;
- il fosso della Scopa, proveniente dal monte Piella, lungo meno di 2 km;
- il fosso della Piella, lungo circa 2,5 km proveniente sempre dal monte Piella;
- il fosso delle Croci, lungo 2,5 km e, soprattutto, il rio Rampaio (lungo 4 km, suo massimo affluente) provenienti entrambi dai boschi del Vivaio di Castelluccio, alle pendici del monte Piella.

Da destra l'unico affluente di una certa importanza è il rio di Fona, lungo 2 km, che scende dalle pendici settentrionali del Sasso della Corona (1.041 m) e si getta nel Rio Maggiore all'ingresso di questi nell'abitato di Porretta Terme, lambendo alla base il caratteristico Monte della Croce (483 m); fra i tributari di destra, tuttavia, merita menzione anche il brevissimo rio che scaturisce dalla celebre Fontana di Conizzo (sull'altopiano che si estende fra le cime del Monte di Granaglione e del Monte dei Prati, sopra l'abitato di Granaglione), citata anche negli scritti settecenteschi dello storico della montagna bolognese Serafino Calindri, per la sua freschezza, per le proprietà medicamentose (essendo ricca di ferro) e per essere al servizio di un antico eremitorio da cui, poi, trasse origine il non lontano Santuario della Madonna di Calvigi, oggi accessibile dalla carrozzabile fra Granaglione e la sua frazione di Boschi.

## Regime
Il regime idraulico è marcatamente torrentizio con forti magre estive ed improvvise e grandi piene primaverili ed autunnali: a differenza degli altri affluenti montani del Reno di analoga lunghezza e superficie di bacino (Maresca, Orsigna, Randaragna), il Rio Maggiore drena zone mediamente meno elevate, soggette a minori precipitazioni piovose e nevose e caratterizzate da terreni più impermeabili; inoltre in estate le magre sono sensibilmente accentuate della captazione di alcune sorgenti a servizio dell'abitato di Porretta Terme e di sue frazioni, fra cui Castelluccio, Capugnano, Piazza, Le Croci, ecc. Ciò non di meno, il torrente non resta mai completamente asciutto (si può stimare una portata minima assoluta dell'ordine di 20 litri/s, ma le magre ordinarie sono dell'ordine di 0,3 m³/s e la portata media annua è stimabile un po' superiore a 1 m³/s), anche perché direttamente o indirettamente alimentato da alcune delle numerose sorgenti termali che caratterizzano la località di Porretta Terme. Nelle piene, tuttavia, possono essere raggiunti valori assai elevati (anche 20 m³/s in quelle ordinarie, 36 m³/s in quelle trentennali e 48 m³/s in quelle bicentennali); anzi, in passato, l'abitato di Porretta Terme fu più volte invaso dalle acque impetuose delle piene, prima dell'esecuzione, all'inizio del XX secolo, di cospicue opere di rimboschimento del bacino (alle pendici del Monte Cavallo, del Monte Piella, ecc.) e di realizzazione delle briglie e canalizzazioni murarie che caratterizzano l'intero tragitto di oltre 1 km all'interno dell'abitato di Porretta Terme.

## Storia
Le opere di rimboschimento di vaste zone del bacino e di sistemazione idraulica del corso d'acqua e di numerosi suoi affluenti furono realizzate prima ad opera di Società private, poi ad opera del Corpo Forestale dello Stato che costruì anche il Rifugio di monte Cavallo a 1.283 metri, presso il Passo Tre Croci, 1.281 m, che mette in comunicazione la valle del Rio Maggiore con quella del Randaragna.